# Hohenbuehelia
Hohenbuehelia is een geslacht van schimmels behorend tot de familie Hygrophoraceae. De typesoort is Hohenbuehelia petaloides.

## Soorten
Volgens Index Fungorum telt het geslacht 127 soorten (peildatum augustus 2023):
| Soortnaam                                        | Auteur(s)                                | Publicatiejaar |
| ------------------------------------------------ | ---------------------------------------- | -------------- |
| Hohenbuehelia abietina                           | Singer & Kuthan                          | 1980           |
| Hohenbuehelia aciculospora                       | R.H. Petersen                            | 1985           |
| Hohenbuehelia alachuana                          | (Murrill) Singer                         | 1951           |
| Hohenbuehelia algonquinensis                     | Consiglio, Setti & Thorn                 | 2018           |
| Hohenbuehelia amazonica                          | Singer                                   | 1989           |
| Hohenbuehelia angustata                          | (Berk.) Singer                           | 1951           |
| Hohenbuehelia approximans                        | (Peck) Singer                            | 1951           |
| Hohenbuehelia arata                              | (Pat. & Demange) Singer                  | 1951           |
| Hohenbuehelia atrocoerulea (Gewone harpoenzwam)  | (Fr.) Singer                             | 1951           |
| Hohenbuehelia atrolucida                         | (Lloyd) Pegler                           | 1983           |
| Hohenbuehelia aurantiocystis                     | Pegler                                   | 1977           |
| Hohenbuehelia auriscalpium (Spatelharpoenzwam)   | (Maire) Singer                           | 1951           |
| Hohenbuehelia austrocedri                        | Fazio & Albertó                          | 2001           |
| Hohenbuehelia barbatula                          | (Berk. & M.A. Curtis) Dennis             | 1970           |
| Hohenbuehelia bingarra                           | Grgur.                                   | 1997           |
| Hohenbuehelia bonii (Geelbruine helmharpoenzwam) | A.M. Ainsw.                              | 2016           |
| Hohenbuehelia boullardii                         | Malaval, Bertéa & J.-L. Constant         | 2009           |
| Hohenbuehelia brunnea                            | G. Stev.                                 | 1964           |
| Hohenbuehelia bullulifera                        | Singer                                   | 1952           |
| Hohenbuehelia calceola                           | (Pat. & Demange) Singer                  | 1951           |
| Hohenbuehelia calongei                           | Singer                                   | 1973           |
| Hohenbuehelia campinaranae                       | Singer                                   | 1989           |
| Hohenbuehelia canadensis                         | Consiglio, Setti & Thorn                 | 2018           |
| Hohenbuehelia canobrunnea                        | Raithelh.                                | 1990           |
| Hohenbuehelia carlothornii                       | Consiglio, Setti & Thorn                 | 2018           |
| Hohenbuehelia chevallieri                        | (Pat.) Pegler                            | 1966           |
| Hohenbuehelia cinereoalba                        | (Pat. & Gaillard) Singer                 | 1951           |
| Hohenbuehelia clelandii                          | Grgur.                                   | 1997           |
| Hohenbuehelia concentrica                        | Corner                                   | 1994           |
| Hohenbuehelia concurrens                         | (Drechsler) Thorn                        | 2013           |
| Hohenbuehelia cubensis                           | (Murrill) Singer                         | 1951           |
| Hohenbuehelia culmicola (Helmharpoenzwam)        | Bon                                      | 1980           |
| Hohenbuehelia cyphelliformis (Schelpharpoenzwam) | (Berk.) O.K. Mill.                       | 1986           |
| Hohenbuehelia cystidioides                       | (Lloyd) Corner                           | 1994           |
| Hohenbuehelia delasotae                          | Singer                                   | 1989           |
| Hohenbuehelia dimorphocystis                     | Singer                                   | 1969           |
| Hohenbuehelia espeletiae                         | Singer                                   | 1989           |
| Hohenbuehelia faerberioides                      | Padovan & Contu                          | 2009           |
| Hohenbuehelia fluxilis (Harige harpoenzwam)      | (Fr.) P.D. Orton                         | 1964           |
| Hohenbuehelia grisea (Grijze harpoenzwam)        | (Peck) Singer                            | 1951           |
| Hohenbuehelia griseipendens                      | Corner                                   | 1994           |
| Hohenbuehelia haptoclada                         | (Drechsler) Thorn                        | 2013           |
| Hohenbuehelia heterosporica                      | Donoso                                   | 1981           |
| Hohenbuehelia horakii                            | Courtec.                                 | 1984           |
| Hohenbuehelia horrida                            | (Boedijn) Corner                         | 1994           |
| Hohenbuehelia hydrogeton                         | Singer                                   | 1989           |
| Hohenbuehelia ilerdensis                         | Courtec., Vila & Rocabruna               | 1999           |
| Hohenbuehelia incarnata                          | Corner                                   | 1994           |
| Hohenbuehelia ingentimetuloidea                  | X. He                                    | 1992           |
| Hohenbuehelia inversa                            | (Kauffman & A.H. Sm.) O.K. Mill.         | 1986           |
| Hohenbuehelia izonetae                           | Singer                                   | 1989           |
| Hohenbuehelia josserandii                        | Consiglio & Setti                        | 2017           |
| Hohenbuehelia karrara                            | Grgur.                                   | 1997           |
| Hohenbuehelia komarnitzkyi                       | (Vassilkov) V. Vlasenko                  | 2022           |
| Hohenbuehelia lanceifera                         | Corner                                   | 1994           |
| Hohenbuehelia latialis                           | Angeli & Contu                           | 2008           |
| Hohenbuehelia leightonii                         | (Berk.) Watling ex Courtec. & P. Roux    | 2008           |
| Hohenbuehelia leiospora                          | (Drechsler) Thorn                        | 2013           |
| Hohenbuehelia leptospora                         | (Drechsler) Thorn                        | 2013           |
| Hohenbuehelia ligulata                           | (E. Horak) J.A. Cooper                   | 2014           |
| Hohenbuehelia lividula                           | (Berk. & M.A. Curtis) Neda & Yoshim. Doi | 2000           |
| Hohenbuehelia longipes                           | (Boud.) M.M. Moser                       | 1967           |
| Hohenbuehelia luteola                            | G. Stev.                                 | 1964           |
| Hohenbuehelia malesiana                          | Corner                                   | 1994           |
| Hohenbuehelia mastrucata (Bleke harpoenzwam)     | (Fr.) Singer                             | 1951           |
| Hohenbuehelia mellea                             | Corner                                   | 1994           |
| Hohenbuehelia metuloidea                         | (G. Stev.) E. Horak                      | 1971           |
| Hohenbuehelia minutissima                        | Corner                                   | 1994           |
| Hohenbuehelia mustialensis                       | (P. Karst.) Thorn                        | 1986           |
| Hohenbuehelia myxotricha                         | (Lév.) Singer                            | 1951           |
| Hohenbuehelia nigra                              | (Schwein.) Singer                        | 1951           |
| Hohenbuehelia nimueae                            | Consiglio, Setti & Thorn                 | 2018           |
| Hohenbuehelia nothofaginea                       | G. Stev.                                 | 1964           |
| Hohenbuehelia odorata                            | C.K. Pradeep & Bijeesh                   | 2019           |
| Hohenbuehelia olivacea                           | Yu Liu & T. Bau                          | 2009           |
| Hohenbuehelia pachyhyphata                       | Corner                                   | 1994           |
| Hohenbuehelia pahangensis                        | Corner                                   | 1994           |
| Hohenbuehelia panelloides                        | Høil.                                    | 1982           |
| Hohenbuehelia paraguayensis                      | (Speg.) Singer                           | 1952           |
| Hohenbuehelia patagonica                         | Singer                                   | 1969           |
| Hohenbuehelia pergelatinosa                      | Singer                                   | 1977           |
| Hohenbuehelia perstriata                         | Corner                                   | 1994           |
| Hohenbuehelia petaloides (Grote harpoenzwam)     | (Bull.) Schulzer                         | 1866           |
| Hohenbuehelia phalligera                         | (Mont.) Singer                           | 1951           |
| Hohenbuehelia pinacearum                         | Thorn                                    | 1986           |
| Hohenbuehelia pinicola                           | Raithelh.                                | 1984           |
| Hohenbuehelia podocarpinea                       | G. Stev.                                 | 1964           |
| Hohenbuehelia portegna                           | (Speg.) Singer                           | 1951           |
| Hohenbuehelia pruinulosa                         | (Pat. & Demange) Singer                  | 1951           |
| Hohenbuehelia pseudocyphelliformis               | Consiglio & Setti                        | 2018           |
| Hohenbuehelia pseudofaerberioides                | Consiglio, Brugaletta, Setti & Gennari   | 2020           |
| Hohenbuehelia pseudopetaloides                   | Consiglio & Setti                        | 2017           |
| Hohenbuehelia pycnophylli                        | Singer                                   | 1955           |
| Hohenbuehelia quadruplex                         | Corner                                   | 1994           |
| Hohenbuehelia recedens                           | Singer & Kuthan                          | 1980           |
| Hohenbuehelia reniformis                         | (G. Mey.) Singer                         | 1951           |
| Hohenbuehelia repanda                            | Huijsman                                 | 1961           |
| Hohenbuehelia robusta                            | (F.R. Jones) Consiglio, Setti & Thorn    | 2018           |
| Hohenbuehelia roigii                             | Singer                                   | 1965           |
| Hohenbuehelia sciadium                           | (Kalchbr. & MacOwan) Singer              | 1951           |
| Hohenbuehelia semiinfundibuliformis              | (P. Karst.) Singer                       | 1951           |
| Hohenbuehelia silvae-araucariae                  | de Meijer                                | 2009           |
| Hohenbuehelia silvana                            | (Sacc.) O.K. Mill.                       | 1986           |
| Hohenbuehelia singaporensis                      | Corner                                   | 1994           |
| Hohenbuehelia singeri                            | Albertó & Fazio                          | 1998           |
| Hohenbuehelia singeriana                         | Contu & Padovan                          | 2009           |
| Hohenbuehelia spathulata                         | (Pers.) Singer                           | 1989           |
| Hohenbuehelia spatulina                          | Huijsman                                 | 1962           |
| Hohenbuehelia spegazzinii                        | Singer                                   | 1969           |
| Hohenbuehelia squamula                           | (Sacc.) Neda                             | 2004           |
| Hohenbuehelia subbarbata                         | (Berk. & M.A. Curtis) Singer             | 1951           |
| Hohenbuehelia subdiscipes                        | Corner                                   | 1994           |
| Hohenbuehelia submastrucata                      | (Henn.) Singer                           | 1951           |
| Hohenbuehelia subreniformis                      | (Thorn & G.L. Barron) Thorn              | 2013           |
| Hohenbuehelia tenuissima                         | (Schwein.) Singer                        | 1989           |
| Hohenbuehelia testudo                            | (Berk.) Pegler                           | 1986           |
| Hohenbuehelia thornii                            | Consiglio & Setti                        | 2017           |
| Hohenbuehelia tomentosa                          | J.Z. Xu                                  | 2023           |
| Hohenbuehelia tremula (Sparrenharpoenzwam)       | (Schaeff.) Thorn & G.L. Barron           | 1986           |
| Hohenbuehelia tripolitania                       | (Giuma & R.C. Cooke) Thorn               | 2013           |
| Hohenbuehelia tristis                            | G. Stev.                                 | 1964           |
| Hohenbuehelia tropicalis                         | Singer                                   | 1989           |
| Hohenbuehelia tylospora                          | (Drechsler) Thorn                        | 2013           |
| Hohenbuehelia unguicularis (Kleine harpoenzwam)  | (Fr.) O.K. Mill.                         | 1986           |
| Hohenbuehelia valesiaca                          | (Ces. ex Sacc.) Singer                   | 1951           |
| Hohenbuehelia vermiculata                        | Corner                                   | 1994           |
| Hohenbuehelia wilhelmii                          | Consiglio & Setti                        | 2017           |